# Новочеркасский авиационный институт
Новочеркасский авиационный институт — авиационный институт в городе Новочеркасске Ростовской области, существовавший с в 1930-х годах.

## История
В сентябре 1930 года Донской политехнический институт был разделён на несколько самостоятельных высших технических учебных заведений.
На базе его авиационного факультета (открытого в 1919 году) был создан Новочеркасский авиационный институт (НАИ). НАИ был образован одновременно с авиационными институтами в Москве и Харькове.
По решению правительства в 1932 году факультет авиамоторостроения НАИ был переведён в город Рыбинск, где был создан Рыбинский авиационный институт (РАИ).
В 1941 году РАИ был эвакуирован в г. Уфу. 10 декабря 1942 года ему было присвоено наименование Уфимский авиационный институт (УАИ) имени Серго Орджоникидзе. За годы Великой Отечественной войны УАИ показал себя с хорошей стороны, доказал, что способен вести подготовку инженерных кадров на высоком профессиональном уровне. В это время вуз подготовил около 300 инженеров, в которых остро нуждалась оборонная и машиностроительная промышленность страны. За выдающиеся успехи в подготовке высококвалифицированных специалистов для наукоёмких отраслей промышленности и проведении научных исследований авиационный институт был удостоен высшей награды страны — ордена Ленина. В 1992 году УАИ получил статус технического университета и стал называться Уфимский государственный авиационный технический университет (УГАТУ)..

## Деятельность
Директором Новочеркасского авиационного института был Левков, Владимир Израилевич. Одним из первых преподавателей и организаторов института был профессор Комаров, Андрей Алексеевич.
Институт выпускал достойных специалистов. Конструкторское бюро Г. М. Бериева в Таганроге было практически полностью сформировано из выпускников этого института.
В 1935 году на основе двух групп выпускников Новочеркасского авиаинститута в Киеве на базе авиационного завода № 43 (позднее — Киевское авиационное производственное объединение) было создано ОКБ под руководством В. К. Таирова.
Филиал Новочеркасского авиационного института работал в Таганрогском авиационном техникуме (студентами филиала бо́льшей частью были выпускники техникума).

## Выпускники
- Лукин, Макар Михайлович (1905—1961) — организатор авиационного моторостроения, хозяйственный деятель, генерал-майор инженерно-авиационной службы, Герой Социалистического Труда.
- Миль, Михаил Леонтьевич (1909—1970) — советский конструктор вертолётов и учёный, доктор технических наук, Герой Социалистического Труда.
- Решетняк, Лука Игнатьевич (1903—1941) — советский государственный и партийный деятель, 1-й секретарь Таганрогского горкома КПСС (1941—1941).
- Кессених, Александр Николаевич и Терентьев, Василий Петрович — Лауреаты Сталинской премии.

## Преподаватели
- Браун, Михаил Петрович (1903—1977) — советский украинский учёный.